# José Martín Ferreyra
José Martín Ferreyra Mallea (Mendoza, ca. 1785/1790 - San Miguel de Tucumán, ca. 1845), conocido como “Martín Ferreyra”, fue un militar argentino originario de la provincia de Mendoza, que participó en las guerras civiles argentinas, ejerció como diputado provincial en la provincia de Tucumán y como gobernador delegado en esa misma provincia.

## Biografía
José Martín Ferreyra nació en Mendoza, a fines del siglo XVIII. Hijo de Juan Ferreyra y Mercedes Mallea. Habría residido en Trancas, Tucumán, desde su infancia.
Siendo aún muy joven se incorporó a los ejércitos de la Independencia Argentina. Se inició como soldado en el regimiento 1.º de Infantería de Línea, desde su creación, habiendo asistido a la Batalla de Salta, Vilcapugio y Ahoyúma. Fue sargento primero de la compañía de granaderos, fue ascendido por el general José Rondeau a subteniente en 1815.

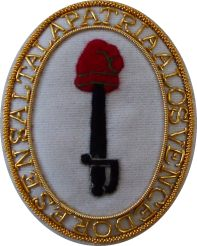
Escudo honorífico de la Batalla de Salta

Gregorio Aráoz de Lamadrid lo libera de la cárcel cuando había sido aprendido por el enemigo en Chuquisaca, nombrándolo alférez. Fue en el Combate de Culpina, cuando Lamadrid ascendió al sargento Ferreyra, nombrándolo teniente. Incorporado al escuadrón de Húsares de Lamadrid, intervino en las proximidades de Culpina, contra los realistas, el 31 de enero de 1816, y en las operaciones llevadas a cabo contra el caudillo santiagueño Juan Francisco Borges. Acompañó a Lamadrid en su campaña de 1817; hallándose en la toma de Tarija el 14 de abril de aquel año, acción en la cual ocupó el alto de San Juan, situado en la orilla Norte de aquella villa, punto donde se hallaba atrincherado un destacamento realista; al encerrar la ciudad de Tarija por un anillo formado por las fuerzas patriotas, correspondió al teniente Ferreyra con los capitanes Mariano García y Francisco Pombo de Otero, ocupar la puerta del Gallinazo. Se halló en el desastre sufrido en Sopachuy el 12 de junio por el destacamento de Lamadrid, así como también participó en los demás encuentros que tuvieron lugar en aquella malograda expedición, distinguiéndose particularmente en el tiroteo sostenido en Pateaya, el 14 de julio de 1817. José Martín Ferreyra hizo esta campaña a las órdenes de Lamadrid con el empleo de teniente de “Húsares de Tucumán”, que le había sido conferido por el Supremo Director del Estado, Juan Martín de Pueyrredón, el 18 de febrero de 1817.
Ferreyra prestó servicios en el Ejército del Alto Perú hasta su disolución en Arequito y posteriormente se incorporó a las fuerzas provinciales de Tucumán.
El 19 de febrero de 1822, en Trancas, provincia de Tucumán, don José Martín Ferreyra contrajo matrimonio con una tucumana: doña Gabriela García Palavecino (20/3/1800-4/5/1869), emparentada políticamente con los Martínez de Iriarte (una de las más importantes familias del lugar) y de esta manera emparentada con la esposa del Gobernador Alejandro Heredia, doña «Juana» Josefa Cornejo. Los Ferreyra-García tuvieron unos ocho hijos y habrían adoptado otros.

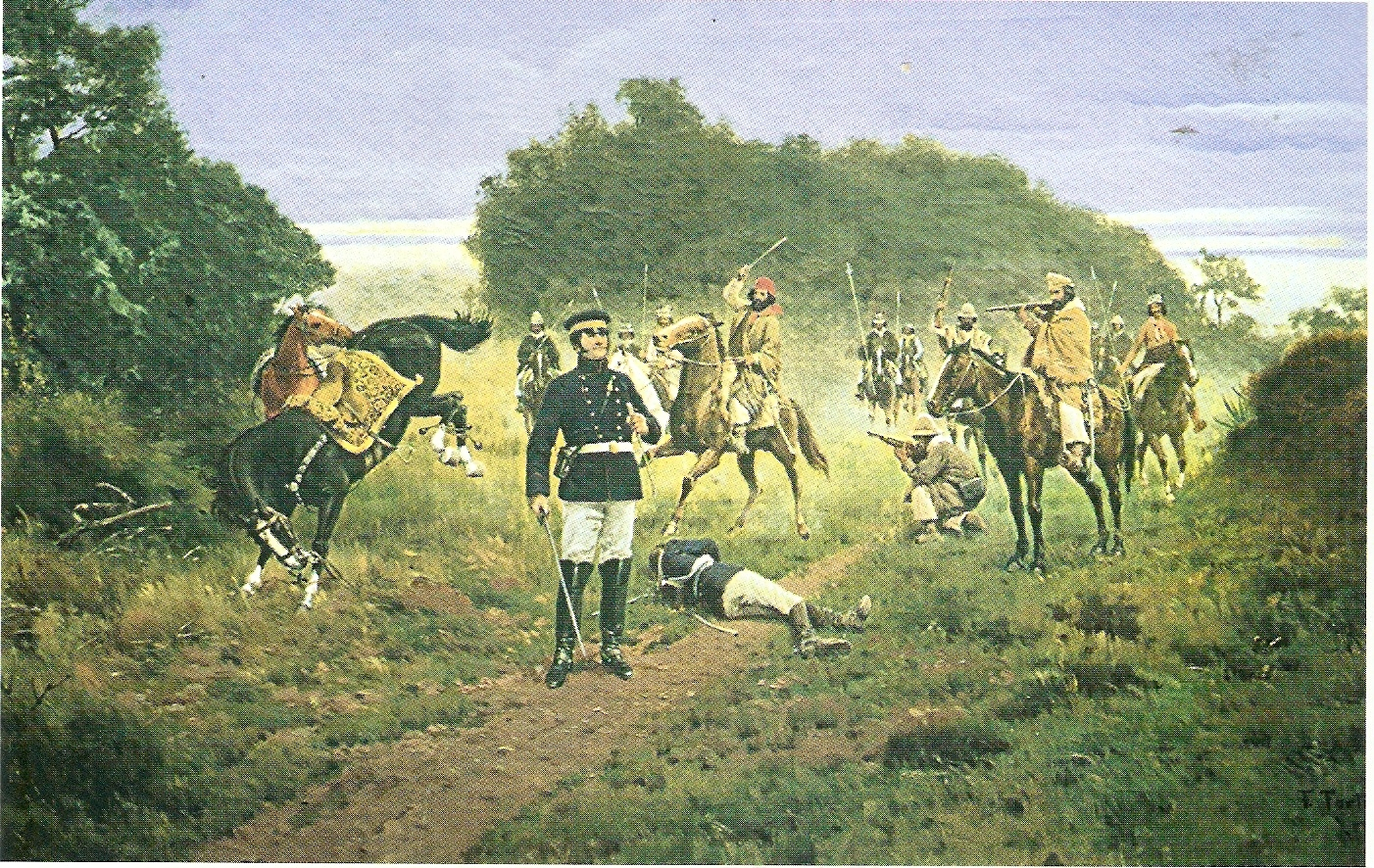
Federales en la Captura del Gral. Paz

Luego de su matrimonio, actuó en varias campañas, entre ellas en la de enero de 1836, cuando fue tomado prisionero el general Javier López y el Dr. Ángel López, que habiendo invadido la provincia de Tucumán al frente de 175 hombres, fueron vencidos en las márgenes del río Famaillá, el 23 de aquel mes, siendo ejecutados el día 25. Ferreyra en esta campaña ya era coronel y se hallaba a las órdenes de Alejandro Heredia.
En el periodo 1834 y 1835, don José Martín Ferreyra Mallea ejerce funciones de diputado por Monteros.
En 1838, ya general, Ferreyra, conjuntamente con Gregorio Paz, aspiraban a ocupar la gobernación de Tucumán, disputándose el primer puesto sin ningún disimulo. Tal situación impuso al gobernador Juan Bautista Bergeire, el retiro a su casa, renunciando al mando en noviembre de aquel año y siendo nombrado con carácter provisorio don José Valladares, el cual apoyado por el general Ferreyra, al día siguiente de su nombramiento, ordenó la destitución del general Gregorio Paz del mando de la fuerza que tenía a sus órdenes, y le dio pasaporte para Buenos Aires. Paz obedeció ciegamente, así como sus subordinados, dejando en poder de su adversario los poderosos elementos de que disponía y salió desterrado de la provincia. Dueño de la situación, el general Ferreyra hizo elegir gobernador a don Bernabé Piedrabuena. El nuevo gobernador «nombró a don Salustiano Zavalía su ministro general; y comandante general de armas al general José Martín Ferreyra, con cuyo apoyo contaba», dicha designación tuvo lugar el 22 de noviembre de 1838.
El general Ferreyra había ofrecido al general Heredia sus servicios cuando estalló la guerra contra la República de Bolivia. Heredia le dio las gracias mandando que se publicase por la prensa para que llegara a conocimiento de todos, y debiendo conservarse en el mismo puesto que ocupaba, “a no ser que por segunda vez tomase prisionero al general Andrés de Santa Cruz a quien generosamente salvó la vida en Tarija, viéndole amenazado por la cuchilla de un húsar argentino que servía a la causa de la libertad, cuando Santa Cruz se vanagloriaba de servir al rey Fernando.”
En 1838, tras neutralizar movimientos de otros generales, Ferreyra fue ascendido a Coronel Mayor y condecorado con una costosa medalla de oro (por un valor de 500 pesos) por los importantes servicios pretados a la provincia de Tucumán, con fondos del estado, con una inscripción honorífica que decía: “La Honorable Sala de Representantes de Tucumán al Coronel Mayor don Martín Ferreira por su patriotismo y servicios a las autoridades legítimas”. Además, sus tropas fueron gratificadas monetariamente por haber “sostenido el orden”.
Cuando el general Lamadrid tomó posesión del gobierno de Tucumán, el 4 de julio de 1840, en reemplazo de P. Pedro Garmendia, que delegó en él el mando, fue uno de sus primeros actos poner en prisión al general Ferreyra, conjuntamente con el coronel Anacleto Díaz, el comandante Calixto Pérez y Acosta y otros personajes.
El general Ferreyra aparentemente hizo causa con los unitarios, mereciendo de estos la confianza en tal forma, que el gobernador don Marco Avellaneda, al ausentarse de Tucumán, acompañando al general Juan Lavalle, en septiembre de 1841, nombró a Ferreyra, gobernador delegado. Ferreira que como se ha visto, era un antiguo jefe de Heredia, es decir, federal de verdad, tan pronto como estuvo en el poder, traicionó a la causa unitaria, pues en lugar de aprestar a la provincia para la defensa, la dispuso a la sumisión, revelando al “enemigo unitario” la oportunidad para invadir, como lo efectuó, con los resultados desastrosos para el Ejército Libertador. El coronel Pedro Lacasa, en su libro “Lavalle”, acusa a Ferreyra de haber hecho sorprender y acuchillar al valiente y hábil comandante Pedro Aquino, jefe de la frontera Sud, y ya en aquellos momentos el enemigo se hallaba a 20 leguas de Tucumán. Lo acusa también de haber hostilizado a la columna del Ejército Libertador, por la espalda, tomando a los soldados que se iban rezagando. El general Lavalle en la bien conocida carta que escribió el general Paz pocos días antes de su fatal destino, relatándole las operaciones que precedieron a la desastrosa jornada de Famaillá, se lamenta diciendo:

Cuando llegué a la ciudad de Tucumán, creyendo encontrar al menos la columna del señor Avellaneda reunida, la encontré completamente disuelta, por el terror y la sedición que el enemigo había derramado ayudado por Ferreyra y algunos otros traidores (a la causa unitaria). Mis escuadrones, que Ferreira había tenido gran cuidado de tener desmontados, habían salido a pie, en diferentes direcciones, a buscar caballos. ¡Qué horrible situación!

No obstante estas acusaciones, el general Ferreyra debió fugar de la capital, abandonando el gobierno delegado, mando que fue ocupado el 4 de octubre de 1841 por el general Celedonio Gutiérrez.
Martín Ferreyra fue un valeroso patriota comprometido activamente en las luchas de la independencia Argentina, políticamente defendió lealmente la causa federal. Más allá de los acerbos reproches de los unitarios, hay que ver en su figura el militar “valiente” que fue. Tal como lo reconoce Lamadrid en sus memorias. Martín Ferreyra habría fallecido en fecha anterior al 10 de diciembre de 1845, fecha en la que su viuda, doña Gabriela García, da inicio a su testamentaria, en su hacienda: la Buena Esperanza, jurisdicción de San Miguel de Tucumán. Con otras propiedades en la ciudad de San Miguel de Tucumán y en Trancas. Tal vez fallecido en el transcurso de la Batalla de la Vuelta de Obligado.